# Macdunnoughia
Macdunnoughia é um gênero de traça pertencente à família Arctiidae.